# 大山倍達
大山倍達（1923年7月27日（日本舊曆6月4日）—1994年4月26日），原名崔永宜（韓語：최영의），朝鮮裔日本人，1968年（昭和43年）歸化日本國籍。倍達之名源自檀君神話的古代王朝倍達國，是一位揚名國際的日本空手道家，同時也是極真會館的創始人兼初代館長。

## 生平
大山倍達出生於日本統治下的朝鮮，父親崔承玄，母親金芙蓉。童年時期大山曾被送到他姐姐位於大滿洲帝國的農場生活，而大山在九歲時開始向一名在農場工作的農人學習武術。
二次大戰結束之後，大山倍達開始學習松濤館流的空手道與各式各樣其他的武術，並且隱身於日本的山區一個人獨自鍛鍊。據說大山倍達曾經剃掉自己一邊的眉毛，好讓自己無法離開山裡，藉此認真修行。大山倍達前後在山裡待了14個月，最後因為沒有人繼續提供糧食給他而下山。
幾個月之後，大山倍達贏得全日本空手道大會的冠軍，但是他對於自己無法完成當初所設立，要於山裡修行三年的目標而感到不滿。所以他又再次的進到山裡修行，這次修行的時間共有18個月。雖然很多大山倍達的支持者不斷的重複大山倍達一個人隱居於山林裡修行的故事，但是大山倍達本人卻一直沒有出面證實故事的真實性。之後大山倍達進入東京的拓殖大學就讀，並且於這段時間追隨松濤館流創始人船越義珍學習松濤流空手道。
1952年，大山倍達與柔道四段的遠藤辛吉一同前往美国，向許多美國摔角手挑戰；並且於美國各地表演空手道，深厚的功力更為他贏得「神手」的稱號。傳聞大山倍達的手力非常大，可以用手指將10日元硬幣捏扁。而在30歲的全盛時期，大山倍達的身高為175厘米，體重有85公斤，胸圍則有132厘米。
1954年，大山倍達開設一間屬於自己的道館大山道場，並且於這段時間於日本各地旅行，驗證自己的空手道哲學。1956年，大山倍達將道場搬遷到一間學校的體育館內。而同時大山也開始整理自己的空手道系統，最後發展出一套以全接觸打擊為基礎的空手道系統，大山將之命名為極真。在練習的過程當中常常有門生受傷，但是仍有相當多的門生請求入門。而現今空手道界有許多以極真會為基礎發展出的空手道組織或聯盟，多半都是在這段期間之內接觸極真空手的。
1964年，大山倍達將道場搬遷至現今的極真會總本部大樓，之後大山倍達正式設立國際空手道聯盟極真會館，藉此有組織的教導極真派空手道。就在設立極真會館之後，大山倍達開始將極真會帶入大成長時期。大山倍達與他親手調教出來的指導員，非常俐落的展現出極真空手的風格，並且吸收到很多新門生。
大山倍達會挑選功力有一定程度的指導員，將他們送到日本各地成立支部。而這些被挑選出來的指導員也都能夠展現出極真空手的厲害之處，他們通常會在許多公開場所表演空手道，例如體育館、學校或是公園。這些表演都能夠讓新成立的道館吸收到不少新門生。
不僅是在日本，大山倍達也積極地在海外，如美國或巴西成立極真會的支部。在大山倍達去世前，極真會館已經成為世界上最大的武術團體之一，總計在120個國家設有支部道場，登記有案的會員超過一千萬人。
1971年，漫畫家梶原一騎發表以大山倍達為主角的漫畫《極真派空手道》。1994年4月26日，70歲的大山倍達因肺癌去世。

## 外部連結
- 大山倍達官方網站 （页面存档备份，存于）